# Butch Walker
Butch Walker, nome artístico de Bradley Glenn Walker (Cartersville, Geórgia, 14 de novembro de 1969) é um artista norte-americano, compositor e produtor musical.

## Carreira
Walker cresceu em Cartersville, Geórgia e se destacou como um violonista e intérprete em várias bandas de rock da década de 1980, incluindo Bad Boyz e Byte a Bullet. Em 1988, ele tomou a Bullet Byte para LA e eles foram assinados a Virgin Records no decurso do ano. A banda então mudou seu nome para SouthGang e lançou dois álbuns, Tainted Angel, em 1991, e Terapia Group, em 1992. SouthGang foi uma das primeiras bandas na turnê da China, no início dos anos 1990.

## Atualmente
Butch Walker, foram iniciados em 2008 que fixa as datas para muitas músicas novas, DVDs, novos álbuns com a banda, de 1969, que ele é o baixista e cantor de chumbo, e também um "Butch Record" intitulado "Sycamore Meadows".

## Vida Pessoal
Em novembro de 2007, Butch Walker perdeu todos as suas posses, incluindo os comandantes de cada canção que ele nunca havia gravado, quando a casa em Malibu alugada de Flea do Red Hot Chili Peppers foi queimada em conseqüência de um incêndio violento no sul da Califórnia.

## Discografia

### Álbuns
- Left of Self-Centered (2002)
- Letters (2004)
- This Is Me… Justified and Stripped (2004, live álbum)
- The Rise and Fall of Butch Walker and the Let's-Go-Out-Tonites (2006)
- Leavin' the Game on Luckie Street (2008, live álbum)
- Sycamore Meadows (2008)
- I Liked It Better When You Had No Heart (2010)
- The Spade (2011)
- Afraid Of Ghosts (2015)

### EPs
- Heartwork (2004)
- Cover Me Badd (2005)

### Singles
- "Last Christmas"/"Wake Me Up GO! GO!" with Yuji Oda (2004)

### DVDs
- Live at Budokan (2005)
- Leavin' The Game On Luckie Street (2008)

### Em destaque
- "You're Crashing But You're No Wave" By Fall Out Boy (2007)

### Produções musicais
- Avril Lavigne - Under My Skin (2004)
- Avril Lavigne - The Best Damn Thing (2007)
- Avril Lavigne - Goodbye Lullaby (2011)
- Family Force 5 - Business Up Front/Party in the Back (2006)
- Bowling for Soup - Drunk Enough to Dance (2002)
- Pink - I'm Not Dead (2006)
- Lindsay Lohan - A Little More Personal (Raw) (2005)
- Simple Plan - Still Not Getting Any... (2004)
- Sevendust - Seasons (2003)
- Injected - Burn It Black (2002)
- The Donnas - Gold Medal (2004)
- Hot Hot Heat
- American Hi-Fi - Hearts on Parade (2005)
- Default - Elocation (2003)
- Gob
- Midtown - Forget What You Know (2004)
- Pete Yorn - musicforthemorningafter (2001)
- Pete Yorn - Day I Forgot (2003)
- Pete Yorn - USNightcrawler (2006)
- Fall Out Boy - Infinity on High (2007)
- Quietdrive - When All That's Left Is You (2006)
- All-American Rejects
- SR-71 - Tomorrow (2002)
- Rock Star Supernova - Self Tittled (2006)
- The Academy Is... - Santi (2007)
- The Automatic - This Is A Fix (2008)
- Plastiscines - About Love (2009)
- Avril Lavigne - Alice (2010) - para trilha sonora do filme "Alice no País das Maravilhas"
- All Time Low - 2010
- Katy Perry - Thinking Of You (2008)
- Panic! At The Disco - The Ballad of Mona Lisa (2011)